# Johann Lorenz Rugendas
Johann Lorenz Rugendas, född den 5 februari 1775 i Augsburg, död där den 19 december 1826, var en tysk målare och raderare. Han var sonsons son till Georg Philipp Rugendas och far till Moritz Rugendas.
Rugendas, som var direktör för tecknarakademien i sin hemstad, utförde förtjänstfulla tuschteckningar samt stora blad i svartkonst och akvatinta (Napoleons bataljer med mera).